# 数住岸子
数住 岸子（すずみ きしこ、Kishiko Suzumi、1952年3月23日 - 1997年6月2日）は、日本のヴァイオリニストである。

## 経歴

### 大学進学まで
福岡県大牟田市生まれ。1963年、小学校6年生の時、全日本学生音楽コンクール西日本大会小学生の部で第1位を受賞 。1967年、中学校卒業後、上京して桐朋女子高等学校音楽科に入学し、斎藤秀雄、前橋汀子、江藤俊哉に師事。1970年、桐朋学園大学に進んだ 。

### アメリカ留学
1971年、大学を1年で中退し、ジュリアード音楽院に全額スカラーシップを受けて留学、ドロシー・ディレイ、アレキサンダー・シュナイダー、ミシェル・シュヴァルベに師事 。同年、ニューヨークでデビュー、1973年カーネギーホールでリサイタルを開催 。以後、リサイタル活動やアメリカの主要オーケストラとの共演などの演奏活動を行う。1973年、カザルス音楽祭、アスペン音楽祭にソリストとして参加した 。

### 帰国後
1975年、東京でデビューリサイタルを開いた 。1982年、NHK交響楽団定期演奏会でのレコーディングでレコードアカデミー賞を受賞。1984年、東京フィルハーモニー交響楽団のヨーロッパ公演にソリストとして同行。1987年には小松一彦指揮東京都交響楽団とともに貴志康一生誕80周年記念コンサートにおいて貴志のヴァイオリン協奏曲を復活演奏した。

### NADA
1986年、原田幸一郎らとアンサンブル「NADA（ナーダ）」結成。

### 響ホール
1993年、北九州市立響ホールの音楽監督に就任し、1997年、北九州国際音楽祭の一環として開催が予定された「響ホール現代音楽の国際音楽祭」の総責任者となったが、開催直前に肺癌のため45歳で急逝した。音楽祭は高橋悠治が引き継いで開催された。

## レコーディング
- 貴志康一生誕80周年記念コンサート（1990年9月、ビクター）[7]
- 三善晃：ヴァイオリン協奏曲（1982年、CBSソニー）

指揮：外山雄三
管弦楽：NHK交響楽団
- ブラームス：ピアノ五重奏曲（NADA、1988年3月）[8]

ピアノ：野島稔
ヴァイオリン：数住岸子、原田幸一郎、小栗まち絵
ヴィオラ：豊嶋泰嗣、数住岸子、原田幸一郎
チェロ：安田謙一郎、上村昇
- フォーレ、ラヴェル：ピアノ三重奏曲（1993年4月、フォンテック）

ピアノ：藤井一興
チェロ：上村昇
- 響ホールの数住岸子（追悼盤、1998年6月）[9]

柴田南雄：歌仙一巻「狂句こがらしの」
メンデルスゾーン：ピアノ三重奏曲第1番ニ短調
高橋悠治：表しえぬものと、ひたすら見合ったままで